# Ivanhoe (film, 1982)
Ivanhoe är en brittisk TV-film från 1982 i regi av Douglas Camfield och manus av John Gay, baserat på Walter Scotts historiska äventyrsroman Ivanhoe från 1819. Titelrollen spelas av Anthony Andrews och övriga tongivande roller av Sam Neill, James Mason, Olivia Hussey och Lysette Anthony.

## Handling
England år 1194. Den ädle riddaren Ivanhoe återvänder från det heliga kriget och kastas rakt in i maktkampen om Englands tron.

## Rollista i urval
- Anthony Andrews – Sir Wilfred of Ivanhoe, riddare och son till Cedric
- Sam Neill – Sir Brian de Bois-Guilbert, ledare för Tempelriddarna och vän till prins John
- Michael Hordern – Lord Cedric of Rotherwood; Ivanhoes far, en saxisk adelsman
- James Mason – Isaac of York, judisk penningutlånare
- Olivia Hussey – Rebecca of York, Isaacs dotter
- Lysette Anthony – Lady Rowena, Cedrics skyddsling
- Julian Glover – Kung Richard I Plantagenet, den Svarte Riddaren
- Ronald Pickup – Prins John Plantagenet, Richards bror och usurpator
- John Rhys-Davies – Sir Reginald Front-de-Bœuf
- Stuart Wilson – Sir Maurice de Bracy
- Kevin Stoney – Fitzurse, Prins Johns rådgivare
- George Innes – Wamba (son av Witless/Vettlös), Cedrics narr
- David Robb – Robert of Locksley, Robin Hood
- Tony Haygarth – Broder Tuck
- Michael Gothard – Sir Athelstane of Coningsburgh
- Philip Locke – Lucas de Beaumanoir, tempelriddarnas stormästare
- Stewart Bevan – Edward, medlem i tempelriddarnas orden

## Om filmen
Filmen är inspelad i Pinewood Studios utanför London samt vid Bamburgh Castle och Alnwick Castle i Northumberland.
Musiken av Allyn Ferguson fick en Emmynominering 1982. Filmen hade premiär den i USA den 23 februari 1982 i CBS, i Storbritannien den 26 september samma år i ITV.
I filmen repriserar Julian Glover rollen som Rikard Lejonhjärta, vilken han tidigare spelat i de fyra avsnitten The Crusade av den brittiska sci-fi-serien Doctor Who 1965.
I Sverige, där filmen visades första gången i TV 1 den 31 december (nyårsafton) 1982, har det blivit tradition att svensk TV visat filmen runt jul-nyår. Ivanhoe sändes första gången på just nyårsdagen 1986, och har sänts på nyårsdagen varje år sedan 1994, först på SVT och sedan 2002 på TV3.
Den nyzeeländske skådespelaren Sam Neill, som spelar tempelriddaren Brian de Bois-Guilbert i filmen, berättade för Aftonbladet år 2017 att han är förvånad över att filmen är så pass populär i Sverige, och undrade om det är för att svenskarna gillar att skratta åt filmen eller om intresset har sin grund i själva historien. Han berättade också att hans skådespelarkollega John Rhys-Davies, som spelar riddaren Reginald Front-de-Bœuf i filmen, var nära att dö under inspelningen när han slängdes ner i en badtunna, även om de andra skådespelarna och produktionslaget först trodde att han bara skojade.

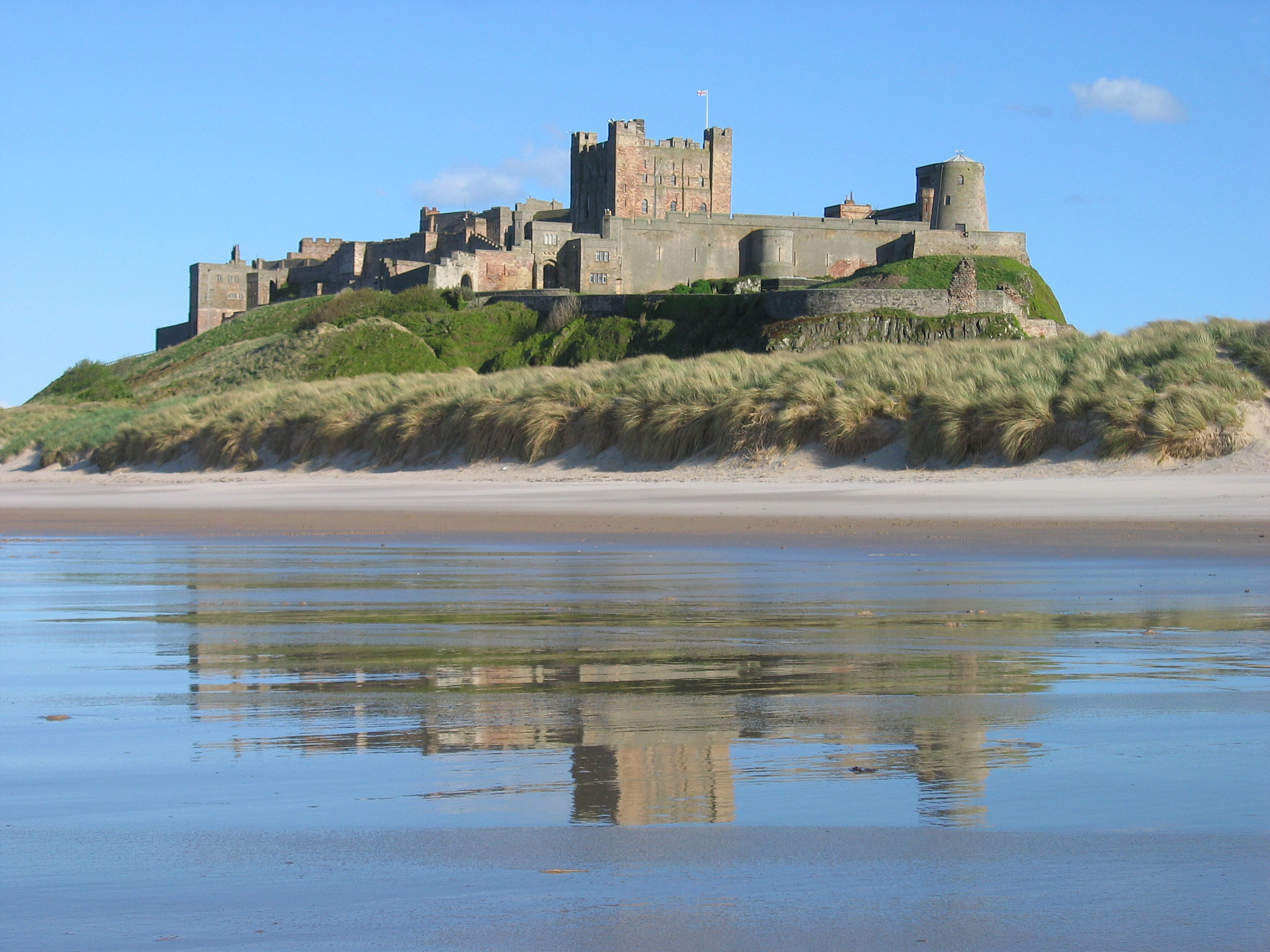
Bamburgh Castle.

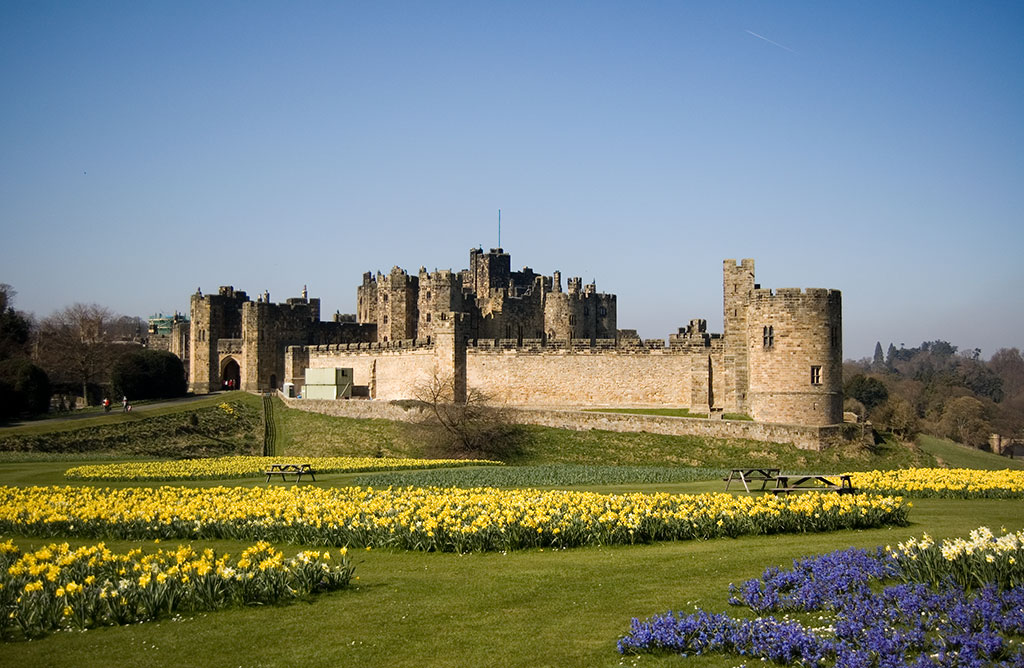
Alnwick Castle.

| ”                                        | Vi tog nästan livet av John Rhys-Davies. Han hade på sig en ringbrynja gjord av spända trådar. I en scen så kastar vi ner honom i en badtunna. Vattnet var så hett att ringbrynjan började krympa, vilket nästan fick honom att kvävas till döds. Någon upptäckte att han faktiskt hade slutat andas. Så de tog en sax och klippte upp ringbrynjan och räddade hans liv. Det var verkligen dramatiskt. | „ |
| – Sam Neill om inspelningen av Ivanhoe., | |   |